# Isopterygium ivoiriense
Isopterygium ivoiriense är en bladmossart som beskrevs av Brotherus och Thériot 1912. Isopterygium ivoiriense ingår i släktet Isopterygium och familjen Hypnaceae. Inga underarter finns listade i Catalogue of Life.